# Aita
Aita ou Eita é o nome etrusco equivalente ao deus grego Hades, o administrador do mundo subterrâneo ou inferno. Essa divindade foi retratada poucas vezes em pinturas encontradas em algumas tumbas etruscas, como a Tumba de Golini, em Orvieto, e a Tumba de Orcus II, em Tarquinia. Aita é retratado, também, com sua esposa Phersipnai, a equivalente etrusca para Perséfone.